# Portada (llibre)

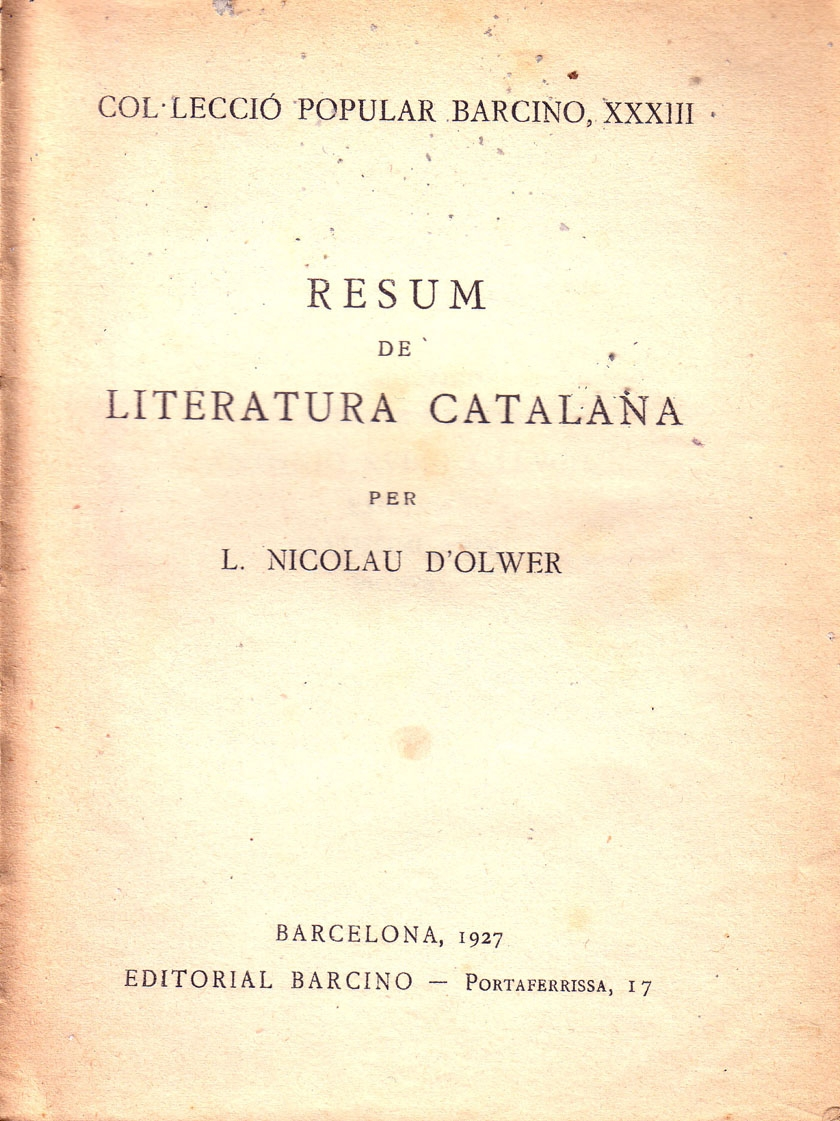
Exemple de portada de llibre

La portada és un element propi dels llibres i opuscles (i d'alguna revista acadèmica), inclòs entre els preliminars, que consisteix en la pàgina inicial (només susceptible d'ésser precedida per full de respecte i per portadella) on figuren, almenys: Títol (i subtítol, si n'hi ha); autor o autors (o entitats responsables); i peu d'impremta (ciutat, editorial i any). Pot incloure la marca d'impressor.
En llibres i opuscles, la portada és l'element identificador per antonomàsia: per definició, el títol del document és el que apareix a la portada, i anàlogament pel que fa a la data, etc.
En el llibre, el verso de la portada pot anar en blanc, però modernament constitueix la pàgina de crèdits, on s'agrupa una sèrie de dades tècniques sobre l'edició: drets d'autor; números de dipòsit legal i d'ISBN; menció d'edició o de reimpressió (si no figura a la portada); títol original i traductor (quan s'escau, i sempre que no figurin a la portada); etc.
En els diaris, l'equivalent de la portada és la capçalera (que figura a la primera plana); a les revistes, o bé la capçalera (que figura a la coberta) o bé la tira editorial (que apareix en alguna de les planes inicials). Tan sols algunes revistes de caràcter acadèmic tenen portada pròpiament dita.

## Història

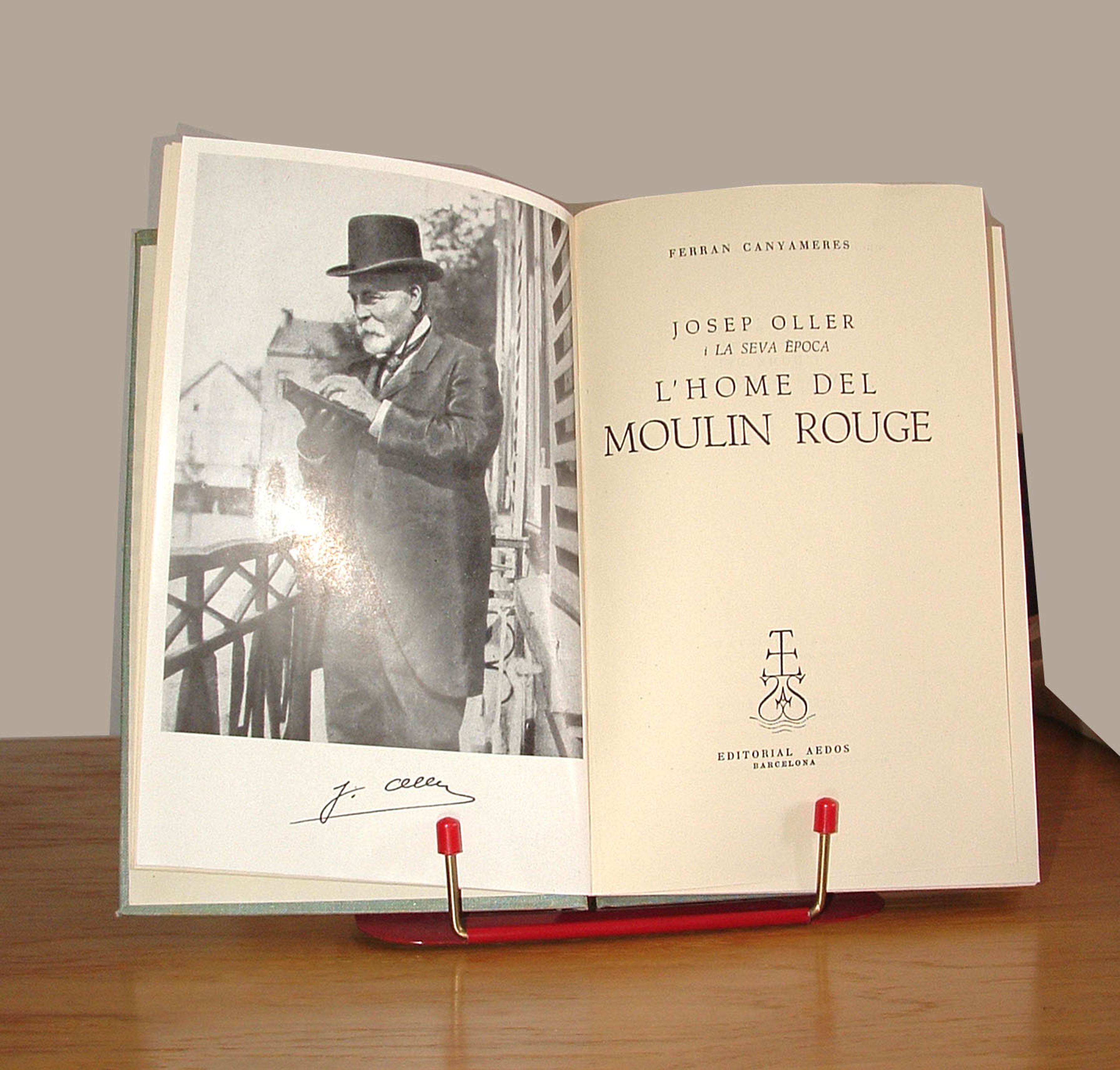
Portada (dreta) encarada amb frontispici (esquerra)

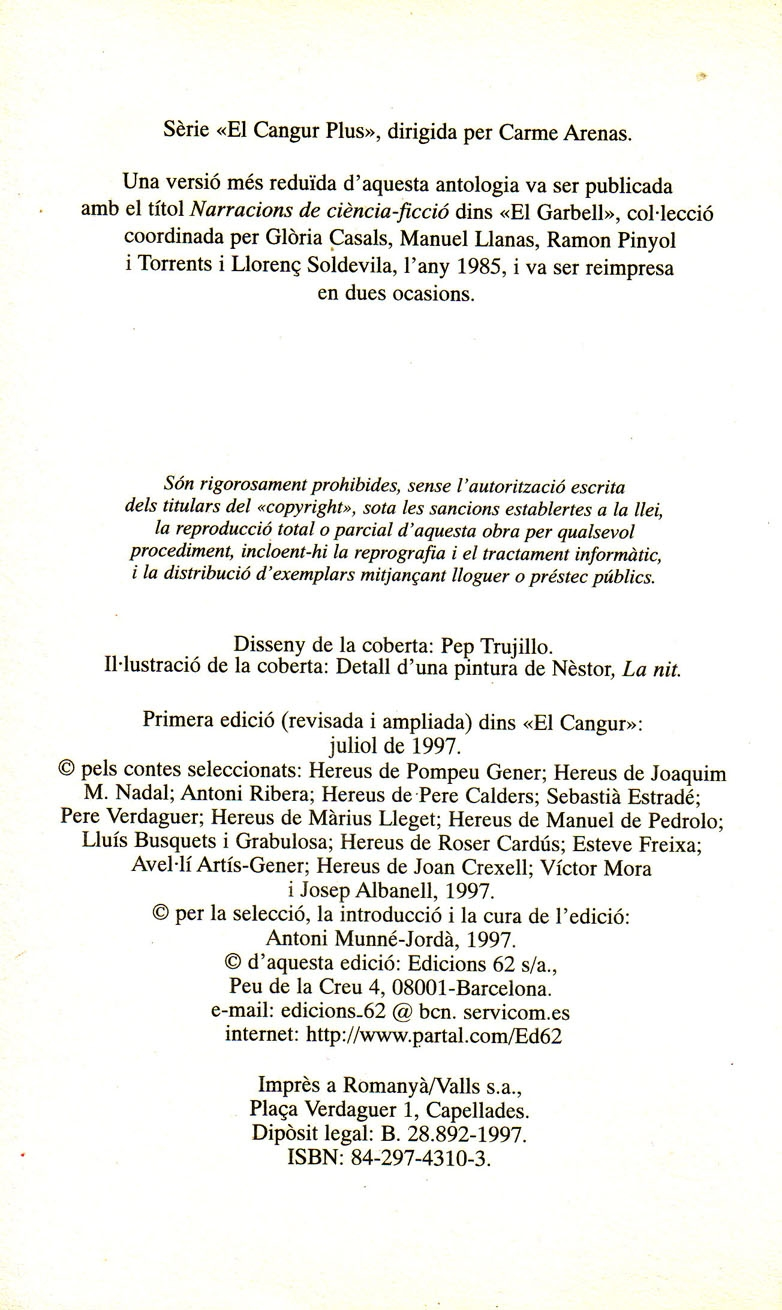
Exemple de pàgina de crèdits (verso de la portada)

El rotlle, el còdex i el llibre manuscrit mancaven de portada; amb sort, calia cercar el títol a l'íncipit o, a voltes, a l'èxplicit, i la data de producció al colofó.
La portada comença a sorgir amb el llibre imprès: sembla que la primera portada pròpiament dita és la del Calendario de Regiomontano (Venècia, Erhard Ratdolt, 1476). Emperò, l'ús no es generalitzà fins a mitjan segle xvi, bé que en aquella època incloïa més elements que els actuals (com ara llicència o privilegi, nihil obstat eclesiàstic, adreça del distribuïdor, etc.). El model actual de portada resta fixat a cavall dels segles xviii i xix.

## Precisions terminològiques
Convé assenyalar que la portada del català equival a l'anglès title page, al francès page de titre, a l'italià frontespizio o primera pagina (que d'altra banda, no hem de confondre amb el català frontispici), al portuguès rosto/página de rosto, etc.
És força habitual en la parla quotidiana d'emprar el mot portada per a designar el que, en realitat, és la coberta, mentre que el concepte mateix de ‘portada’ resta inadvertit, com si es tractés d'un element adventici. Hom ha arribat a traduir malament el francès page de titre i l'anglès title page per "pàgina de títol"!
Aquest mal ús del terme portada és un calc de l'espanyol col·loquial, en què està força generalitzat aquest equívoc (en contrast amb l'ús acadèmic i especialitzat, en què l'espanyol distingeix acuradament entre portada 'portada' i cubierta 'coberta'). És probable que aquesta confusió popular provingui del fet que, tradicionalment, els llibres es comercialitzaven sense coberta, de manera que el primer element que hi havia a la vista era la portada; en generalitzar-se les cobertes editorials il·lustrades juntament amb el llibre popular (al llarg del segle XIX), la gent hauria continuat a designar amb portada el primer element a la vista, encara que aquest ja no era la portada, sinó la coberta. També és estrany que això tan sols es produís en castellà (i no en altres llengües), i solament a Espanya (i no sembla pas que a l'Amèrica hispanòfona).
Per la mateixa via, en les darreres dècades el mot portada tendeix a ésser emprat, erròniament, per a designar la primera plana dels diaris (que no tenen portada), la coberta de les revistes (que rarament tenen portada) i, fins i tot, la funda dels discos.